# Henniker (Nuevo Hampshire)
Henniker es un pueblo ubicado en el condado de Merrimack en el estado estadounidense de Nuevo Hampshire. En el Censo de 2010 tenía una población de 4.836 habitantes y una densidad poblacional de 41,75 personas por km².

## Geografía
Henniker se encuentra ubicado en las coordenadas 43°10′10″N 71°49′52″O / 43.16944, -71.83111. Según la Oficina del Censo de los Estados Unidos, Henniker tiene una superficie total de 115.82 km², de la cual 114.05 km² corresponden a tierra firme y (1.53%) 1.77 km² es agua.

## Demografía
Según el censo de 2010, había 4.836 personas residiendo en Henniker. La densidad de población era de 41,75 hab./km². De los 4.836 habitantes, Henniker estaba compuesto por el 95.72% blancos, el 1.24% eran afroamericanos, el 0.35% eran amerindios, el 1.1% eran asiáticos, el 0% eran isleños del Pacífico, el 0.45% eran de otras razas y el 1.14% pertenecían a dos o más razas. Del total de la población el 1.67% eran hispanos o latinos de cualquier raza.